# NGC 7587
NGC 7587 est une vaste galaxie spirale barrée vue par la tranche et située dans la constellation de Pégase. Sa vitesse par rapport au fond diffus cosmologique est de 8 281 ± 26 km/s, ce qui correspond à une distance de Hubble de 122,1 ± 8,6 Mpc (∼398 millions d'al). NGC 7587 a été découverte par l'astronome allemand Albert Marth en 1864.
La classe de luminosité de NGC 7587 est I-II et elle présente une large raie HI.
À ce jour, trois mesures non basées sur le décalage vers le rouge (redshift) donnent une distance de 114,333 ± 5,686 Mpc (∼373 millions d'al), ce qui est à l'intérieur des valeurs de la distance de Hubble.

## Paire de galaxies
La base de données NASA/IPAC mentionne que NGC 7587 forme une paire optique de galaxies sans identifier l'autre galaxie. Il s'agit sans aucun doute de NGC 7587B comme le montre la figure de l'encadré à droite. La distance de Hubble de cette galaxie est égale à 120,57 ± 8,45 Mpc (∼393 millions d'al). Cette distance est presque la même que celle de NGC 7587 et selon une autre source, ces deux galaxies forment une paire réelle de galaxies, ce qui est plus vraisemblable.